# Laburistička stranka Bosne i Hercegovine
Die Laburistička stranka Bosne i Hercegovine (deutsch Arbeitspartei von Bosnien und Herzegowina) ist eine politische Partei in Bosnien und Herzegowina. Sie spaltete sich 2013 von der Demokratska narodna zajednica (DNZ) ab. Die Gründerin ist Elvira Abdić-Jelenović, Tochter des Politikers, Geschäftsmanns und verurteilten Kriegsverbrechers Fikret Abdić aus Velika Kladuša.

## Geschichte
Nachdem Elvira Abdić-Jelenović aus der Demokratska narodna zajednica entlassen worden war, gründete sie die Partei.

## Ideologie
Die Partei spricht sich für Marktwirtschaft, Dezentralisierung und Soziale Gerechtigkeit aus. Besondere Interesse zeigt sie für die Veteranen der Narodna Odbrana, Armee der Autonomen Provinz Westbosnien. Die LS BiH hat einen regionalistischen Charakter und setzt sich vorrangig für die Interessen des Kantons Una-Sana ein.